# Stanisława Kołkowska
Stanisława Kołkowska – polska Sprawiedliwa wśród Narodów Świata.
W 1943 r. razem z synem Ludwikiem mieszkała w Adolfowie w okolicy Sokołowa Podlaskiego. W lutym tego roku udzieliła pomocy Herszowi i Chanie Kerplakom, zbiegłym z transportu z likwidowanego getta w Kosowie Lackim  do obozu zagłady w Treblince. Kołkowscy ukrywali uciekinierów w przygotowanej do tego kryjówce do sierpnia 1944 r. Udzielili również pomocy Jankielowi Kerplakowi i Chaimowi Zylbermanowi, a także Ince Askelrod. Po wyzwoleniu uratowani wyemigrowali z kraju, pozostając w kontakcie z Kołkowskimi.
W 1984 otrzymała wraz z synem medal Sprawiedliwej wśród Narodów Świata.